# Inmigración emiratí en los Estados Unidos
Los estadounidenses emiratíes son estadounidenses que tienen raíces, origen y ascendencia de los Emiratos Árabes Unidos.

## Demografía
Hay más de 2000 emiratíes en los Estados Unidos, la gran mayoría de los cuales son estudiantes que cursan estudios en varias universidades e institutos. Según un informe elaborado por el Instituto de Educación Internacional, más de 1.200 emiratíes vivían y estudiaban en universidades estadounidenses durante el año académico 2008-2009. Este fue un aumento del 24% con respecto al año anterior y reflejó la tendencia creciente de los estudiantes emiratíes que eligen los Estados Unidos como base para la educación superior.
De esas cifras, el 60% eran estudiantes de pregrado, el 17% eran graduados y el 21% estudiaba a un nivel que no era de grado (idioma inglés y otros programas de capacitación a corto plazo o programas que no eran de grado). Otro 2% estaba procediendo con formación práctica opcional después de la conclusión de sus cursos académicos. El gobierno de los Emiratos Árabes Unidos ha implementado una amplia gama de servicios para ciudadanos emiratíes en los Estados Unidos, a menudo en forma de apoyo financiero y financiación. Se estima que hay una diáspora muy pequeña, principalmente porque los Emiratos Árabes Unidos les brindan beneficios sociales más que adecuados, eliminando la necesidad de vivir y trabajar en otros países desarrollados. Algunos emiratíes establecidos desde hace mucho tiempo en los Estados Unidos han adquirido la ciudadanía estadounidense a lo largo de los años.
Los Estados Unidos siguen siendo uno de los destinos más populares para los estudiantes emiratíes. En el año académico 2012-2013, había más de 2.250 estudiantes de los Emiratos Árabes Unidos estudiando en los Estados Unidos.